# José Villena Petrosino
José Andrés Villena Petrosino (Santa Fe, Argentina, 7 de septiembre de 1968) es un abogado y político peruano. Fue Ministro de Trabajo y Promoción del Empleo del Perú, desde el 11 de diciembre de 2011 hasta el 10 de diciembre de 2012.

## Biografía
Nació en Santa Fe, Argentina en 1968.
Es abogado egresado de la Pontificia Universidad Católica del Perú. Hizo estudios de postgrado en el Instituto Universitario de Investigación Ortega y Gasset (vinculado a la Universidad Complutense de Madrid, España), donde obtuvo una maestría en Administración Pública.
En el Ministerio de Trabajo y Promoción del Empleo (1994-2000), ha ocupado los siguientes cargos: Jefe de la División de Prevención y Solución de Conflictos del Callao; Subdirector de la Subdirección de Defensa Gratuita y Asesoría del Trabajador; y, Director de la Dirección de Prevención y Solución de Conflictos de la Dirección Nacional de Relaciones de Trabajo.
En la Oficina de Normalización Previsional - ONP (2000-2004), ha sido profesional encargado de emitir resoluciones calificando los derechos previsionales bajo los regímenes de los Decretos Ley Nos. 18846, 19990 y 20530.
En el Ministerio de Economía y Finanzas ha ocupado los siguientes cargos: consultor de la Dirección General de Asuntos Económicos y Sociales (2004-2011) y director general de la Dirección General de Recursos Públicos (2011).
Ha sido miembro del Consejo Directivo del Organismo Supervisor de las Contrataciones - OSCE (2011) y del Consejo Directivo de la Caja de Pensiones Militar-Policial - CPMP (2011). 
Durante el año 2013 ha sido consultor en el Programa de Mejoramiento Continuo de la Gestión de las Finanzas Públicas del Perú (SECO-SUIZA); Proyecto Estrategia Regional para una ciudadanía con Cultura en Seguridad Social - Seguridad Social para todos (CIESS); y, Programa "Buen Gobierno y Reforma del Estado” (GIZ-PERU). 
Desde 2014 se desempeña como Asesor del Director Ejecutivo para los países Argentina, Chile, Bolivia, Paraguay, Perú y Uruguay en el Banco Mundial.
En el año 2015, recibe la Condecoración de la Orden “Al Mérito por Servicios Distinguidos”, en el Grado de “Gran Cruz” del Perú.

## Ministro de Trabajo y Promoción del Empleo
El 11 de diciembre de 2011, fue nombrado Ministro de Trabajo y Promoción del Empleo, al renovarse el gabinete ministerial del presidente Ollanta Humala, que pasó a ser presidido por Óscar Valdés. La ceremonia de juramentación se realizó en el Salón Dorado de Palacio de Gobierno.
En la noche del 27 de noviembre de 2012 protagonizó un incidente en el Aeropuerto de Arequipa. Según versión de la trabajadora de una línea aérea Villena la empujó, por lo que lo denunció por agresión física. Sin embargo, dicha denuncia fue retirada dentro de las 48 horas por la propia denunciante. En todo momento Villena negó haber agredido a la trabajadora,  pero ante el escándalo mediático desatado, el 9 de diciembre de 2012 presentó su renuncia al cargo de Ministro, la cual fue aceptada. El caso fue archivado el 21 de diciembre de 2012 en el Poder Judicial.
A Villena le sucedió en el cargo de ministro Teresa Nancy Laos Cáceres.